# テレビ東京水曜8時枠の連続ドラマ
テレビ東京水曜8時枠の連続ドラマ（てれびとうきょうすいようはちじわくのれんぞくどらま）は、テレビ東京系列で1983年4月 - 8月、1985年4月 - 7月、1990年10月 - 1991年3月、1998年1月 - 2000年9月まで毎週水曜日の20:00 - 20:54に放送されていたテレビドラマ枠。

## 概要
5年3ヶ月続いた三波伸介司会の『三波伸介の凸凹大学校』が、三波の急逝で打ち切られた後、1時間単発特別番組枠『水曜大特バン』を3ヶ月放送し、1983年4月10日より天知茂主演の公開ドラマ『AカップCカップ』でスタート。だが半年も持たずに中断、1年7ヶ月後の1985年4月10日より、鳥越マリらが主演の学園コメディ『花の女子校 聖カトレア学園』で再開したが、わずか3ヶ月で水曜19:00し（同時に『花のカトレア学園』に改題）、この枠のドラマも5年3ヶ月中断、この時期はコメディが主流だった。
1990年10月、それまで放送されていた『いい旅・夢気分』が19時台に繰り上がったことに伴い、若者をターゲットとした連続ドラマ枠を新設したが、わずか半年で撤退。それ以降はバラエティ番組やドキュメンタリー番組などが放送されていた。
1998年1月、“ドラマシリーズ・家族”として復活。枠名の通り、主にファミリー層をターゲットとした作品を放送していたが、2000年7月期の『ハッピー2』を最後に終了。以降は『絶品!地球まるかじり』→『あっぱれ!日本一』を経て、2001年10月から『いい旅・夢気分』がこの時間帯に戻り、2013年10月9日からは『にっぽん!いい旅』に改題して、2015年3月11日まで継続、同年4月からはバラエティ『ソレダメ!〜あなたの常識は非常識!?〜』となる。2017年10月に『THEカラオケ★バトル』と枠交換を行い、現在に至っている。

## 作品

### 第1期

#### 1983年
- AカップCカップ

### 第2期

#### 1985年
- 花の女子校 聖カトレア学園 - 3ヶ月で水曜19:00に改題移動。

### 第3期

#### 1990年
- 泥棒に手を出すな!

#### 1991年
- ハイスクール大脱走（最終回のみTVQがサービス放送）

### ドラマシリーズ・家族
クール単位の放送(4作品/年)が原則ではあったものの、1作当たりの話数が10話前後とやや短かった為、作品が完結する都度、次の作品が開始されるまで最大で1ヶ月の休止期間が設けられていた。

#### 1998年
- 魚心あれば嫁心
- 飛んで火に入る春の嫁
- 素晴らしき家族旅行
- 食卓から愛をこめて

#### 1999年
- 別れたら好きな人
- ハッピー 愛と感動の物語
- 田舎で暮らそうよ
- バースデイ〜こちら椿産婦人科〜

#### 2000年
- 貯まる女
- それぞれの断崖
- ハッピー2 愛と感動の物語

| テレビ東京系列 水曜20時台                            | テレビ東京系列 水曜20時台        | テレビ東京系列 水曜20時台                                           |
| 前番組                                               | 番組名                           | 次番組                                                              |
| ---------------------------------------------------- | -------------------------------- | ------------------------------------------------------------------- |
| 水曜大特バン                                         | テレビ東京 水曜8時枠の連続ドラマ | 秋の爆笑企画 【つなぎ番組】 ↓ 5夜連続シリーズ スーパーTV （平日帯） |
| 水曜ファミリー劇場 （19:30 - 20:54）                 | テレビ東京 水曜8時枠の連続ドラマ | 知って得するゼミナール 【金曜20:00より移動】                        |
| いい旅・夢気分（第1期） 【水曜19時台に移動して継続】 | テレビ東京 水曜8時枠の連続ドラマ | 愛川欽也のロマン探訪                                                |
| 究極の職人シリーズ                                   | ドラマシリーズ・家族             | 絶品!地球まるかじり                                                 |